# Bernard Aubertin (Orgelbauer)

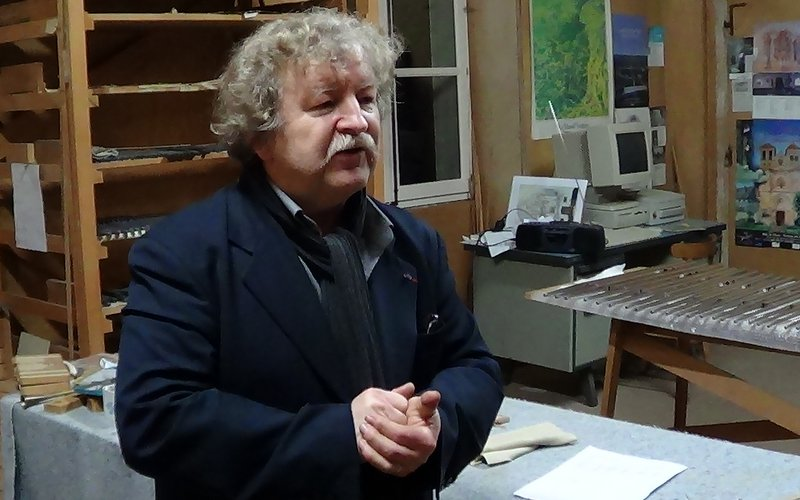
Bernard Aubertin (2014)

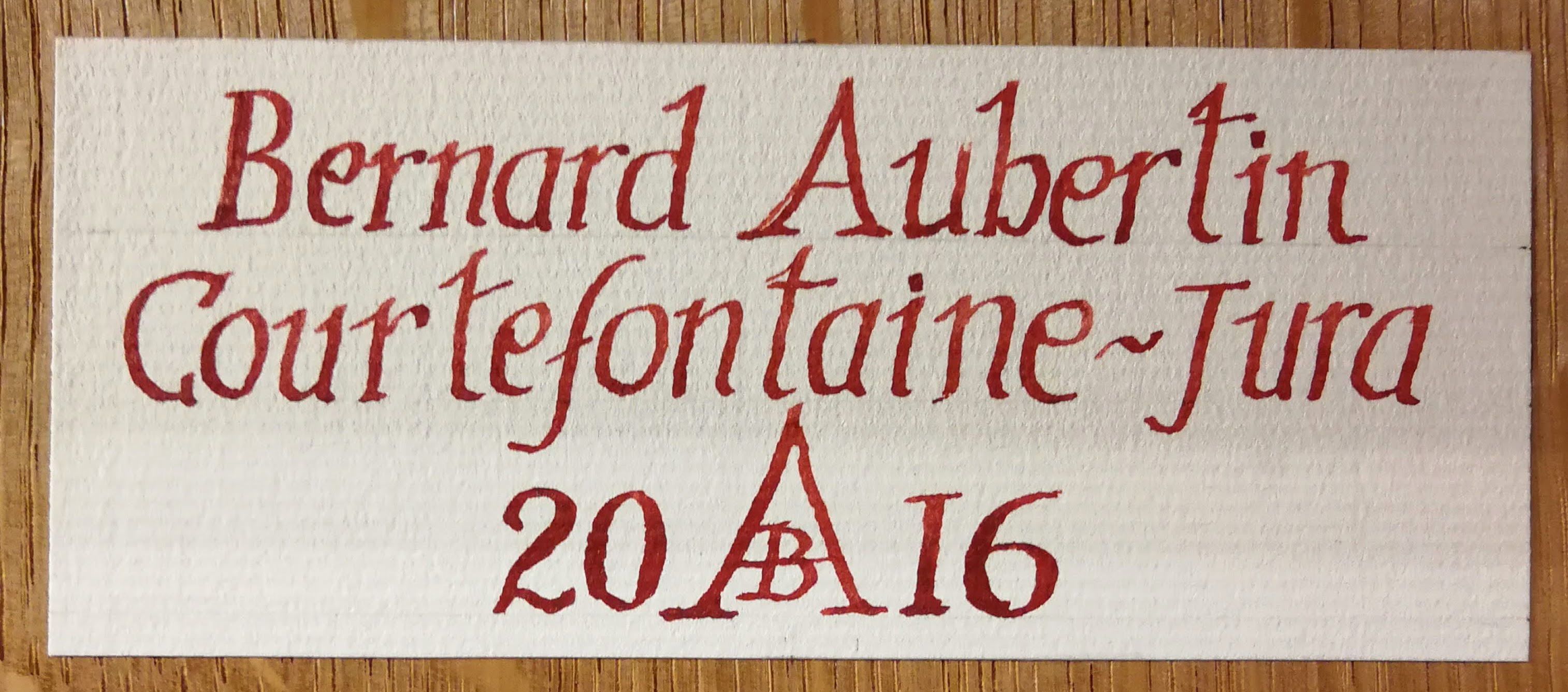
Erbauerschild in Erwitte

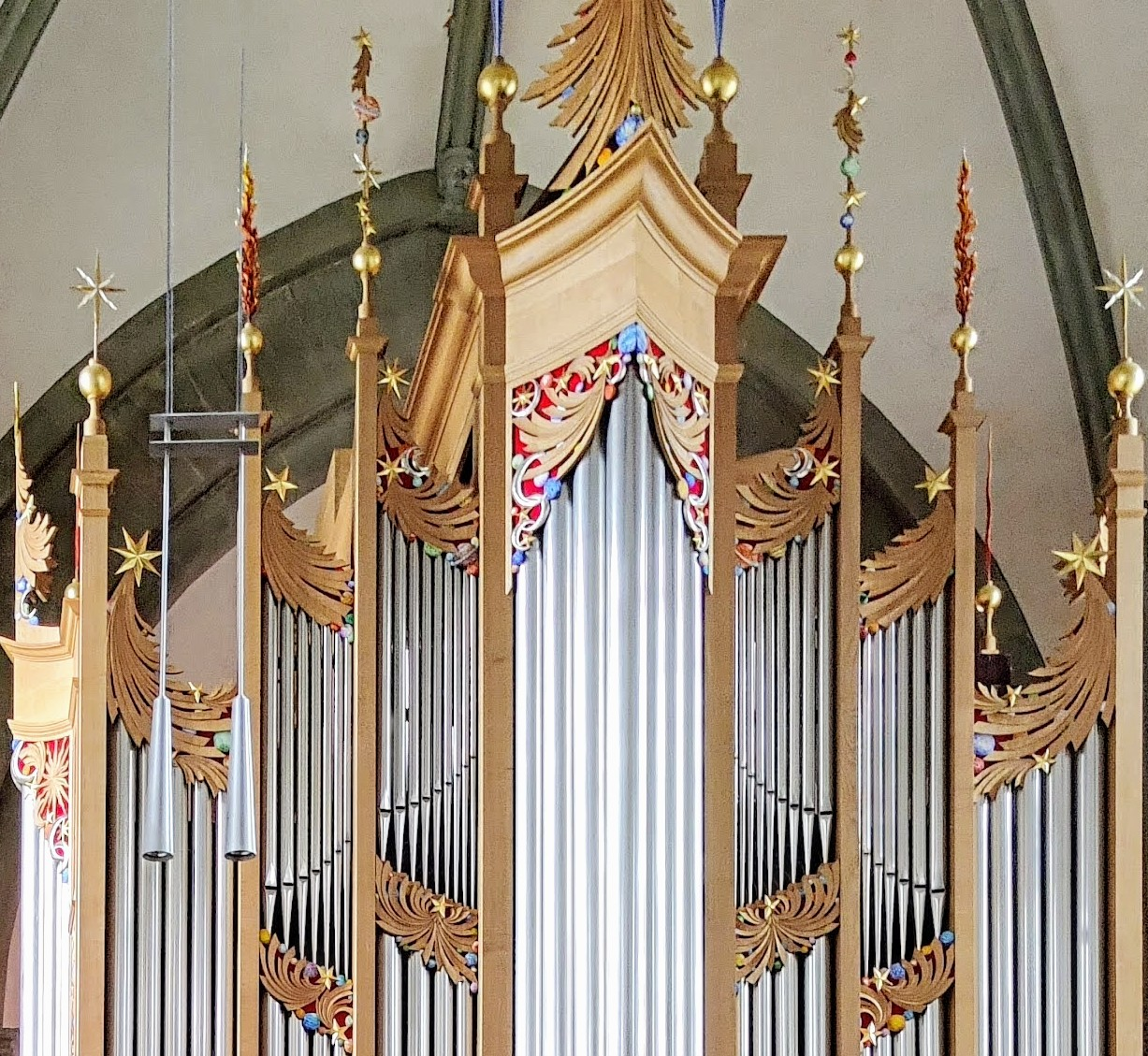
Prospektdetail in Erwitte

Bernard Aubertin (* 25. August 1952 in Boulay-Moselle) ist ein französischer Orgelbauer. Er führt eine namensgleiche Orgelbauwerkstatt in Courtefontaine (Jura).

## Ausbildung
Aubertin studierte zunächst Kunst an der École supérieure des arts décoratifs in Straßburg und arbeitete ab 1975 bei zwei verschiedenen Orgelbaufirmen. Im Februar 1978 gründete er sein eigenes Orgelbauunternehmen in Courtefontaine in den Räumen des ehemaligen Klosters. 1994 wurde ihm der Titel Maître d’Art durch das französische Kultusministerium verliehen; im Jahr 2006 folgte die Ehrendoktorwürde durch die schottische Universität Aberdeen.
Die Instrumente Aubertins stehen in der Tradition des traditionellen barocken Orgelbaus und zeichnen sich insbesondere durch die aufwendige historisierende Gehäuse- und Prospektgestaltung aus.

## Werkliste (Auswahl)
Die Auflistung der Orgeln orientiert sich überwiegend an den auf der Firmenhomepage beschriebenen Instrumenten.
| Jahr          | Ort                           | Gebäude                                             | Bild | Manuale | Register | Bemerkungen                                         |
| ------------- | ----------------------------- | --------------------------------------------------- | ---- | ------- | -------- | --------------------------------------------------- |
| 1979          | Besançon                      | Conservatoire de la musique                         |      | II/P    | 9        | 2019 umgesetzt nach Saint-Sébastien in Frambouhans  |
| 1987          | Sarralbe                      | Saint-Martin                                        |      | II/P    | 37       |                                                     |
| 1987          | Hommert                       | Saint-Wendelin                                      |      | II/P    | 21       | Im Gehäuse von Jean-Fréderic Verschneider (1830)    |
| 1988          | Vieille-Verrerie              | Saint-Joseph                                        |      | I/P     | 10       |                                                     |
| 1990          | Virming                       | Saint-Pierre                                        |      | I/P     | 11       |                                                     |
| 1991          | Vichy                         | Saint-Louis                                         |      | III/P   | 47       | überholt 2023–2024 durch Gerhard Grenzing → Orgel   |
| 1991          | Viry-Châtillon                | Saint-Denis                                         |      | II/P    | 23       |                                                     |
| 1993          | Shirane-Cho (Japan)           | Konzertsaal                                         |      | III/P   | 48       |                                                     |
| 1993          | Tokio (Japan)                 | Universität                                         |      | III/P   | 20       |                                                     |
| 1994          | Lyon                          | Notre-Dame et Saint-Vincent                         |      | III/P   | 32       | Gemeinsames Projekt mit der Orgelbaufirma Felsberg. |
| 1994          | Brucken (Deutschland)         | Ev. Kirche                                          |      | I/P     | 11       | → Orgel                                             |
| 1995          | Saessolsheim                  | Saint-Jean-Baptiste                                 |      | II/P    | 30       |                                                     |
| 1996          | Vertus                        | Saint-Martin                                        |      | III/P   | 40       |                                                     |
| 1996          | Metz                          | Kapelle des Grand Seminaire                         |      | II/P    | 12       |                                                     |
| 1998          | Bitche                        | Sainte-Catherine                                    |      | III/P   | 41       |                                                     |
| 1998          | Saint-Loup-Lamairé            | Notre-Dame de l'Assomption                          |      | II/P    | 20       |                                                     |
| 1999          | Ichikawa (Japan)              | Lutherische Kirche                                  |      | II/P    | 13       |                                                     |
| 2000          | Zushi (Japan)                 |                                                     |      | II/P    | 18       |                                                     |
| 2000          | Nizza                         | Conservatoire de musique de Nice                    |      | II/P    | 10       |                                                     |
| 2000          | Saint-Cyr-sur-Loire           | Saint-Cyr-Sainte-Julitte                            |      | II/P    | 13       |                                                     |
| 2001          | Orléans                       | Saint-Marceau                                       |      | III/P   | 41       |                                                     |
| 2001          | Karuizawa (Japan)             | Konzertsaal                                         |      | II/P    | 22       |                                                     |
| 2001          | Freyming-Merlebach            | Saint-Maurice (Chororgel)                           |      | II/P    | 14       |                                                     |
| 2003          | Tokio (Japan)                 | Naka-Shibuya-Kirche                                 |      | II/P    | 12       |                                                     |
| 2003          | Aberdeen (Schottland)         | King's College Chapel                               |      | III/P   | 27       |                                                     |
| 2005          | Paris                         | Saint-Louis-en-l’Île                                |      | III/P   | 51       | → Orgel                                             |
| 2006          | Neuilly-sur-Seine             | Saint-Jaques                                        |      | III/P   | 30       |                                                     |
| 2008          | Oxford                        | St John’s College                                   |      | III/P   | 30       |                                                     |
| 2008          | Oxford                        | St John’s College                                   |      | I       | 5        | Truhenorgel                                         |
| 2008          | Oxford                        | Hausorgel für den Präsidenten von St John’s College |      | II/P    | 4        |                                                     |
| 2010          | Mariager (Dänemark)           | St. Peders Kirke                                    |      | III/P   | 46       | → Orgel                                             |
| 2012          | Clairvaux-les-Lacs            | Saint-Nithier                                       |      | II/P    | 19       |                                                     |
| 2012          | Wibolsheim (Eschau)           | Kapelle St-Sébastien                                |      | II/P    | 8        | → Orgel                                             |
| 2013          | Kamata (Japan)                | Kirche                                              |      | II/P    | 14       |                                                     |
| 2014          | Genf (Schweiz)                | Auditoire de Calvin                                 |      | II/P    | 19       |                                                     |
| 2015          | London (England)              | Hausorgel                                           |      | III/P   | 30       |                                                     |
| 2016          | Erwitte (Deutschland)         | St. Laurentius                                      |      | III/P   | 46       | → Orgel                                             |
| 2017          | Newcastle upon Tyne (England) | Newcastle University                                |      | II/P    | 26       |                                                     |
| 2019          | Gevrey-Chambertin             | Saint-Aignan                                        |      | II/P    | 19       |                                                     |
| 2019          | Le Barroux                    | Abteikirche                                         |      | II/P    | 20       |                                                     |
| 2021          | Dorchester (Oxfordshire)      | St Birinus                                          |      | II/P    | 14       | → Orgel                                             |
| (projektiert) | Poligny (Jura)                | Jacobinerkirche                                     |      | II/P    | 20       |                                                     |